# ميرامار (فلم)
ميرامار هو فيلم مصري أُنتج عام 1969 مأخوذ عن رواية للكاتب العالمي نجيب محفوظ الحاصل على جائزة نوبل للأدب وتدور أحداث الرواية في بنسيون ميرامار في مدينة الإسكندرية أهم المدن الساحلية بمصر تديره سيده يونانية الجنسية ويعيش بالبنسيون عدد من الشخصيات المختلفة مثل (عامر بك) الصحفي المتقاعد وسرحان الشاب العابث الوصولي الذي يوعد زهرة بالزواج وهي الفتاة التي جاءت إلى الإسكندرية هاربه من بلدتها لرفضها الزواج من عجوز غني ضغطت عليها اسرتها للزواج منه . ولكن ولأنها مثال للمرأة المصرية القوية صاحبة الإرادة رفضت ذلك وهربت إلى الأسكندريه وعاشت في بنسيون ميرامار وأثناء ذلك تعرفت زهرة على مدرسة اسمها عليّه تقوم على محو أميتها وتعليمها القرأة والكتابة وتتزوج زهرة من بائع الجرائد بعد تخلي سرحان عنها.

## عرض الرواية
عرضت الرواية كعمل سينمائي عام 1969م، وقام ببطولته نخبه من النجوم وقدمت أخيرا في دار الأوبرا المصرية في هيئة أوبرالية عام 2005.

## روابط خارجية
- مقالات تستعمل روابط فنية بلا صلة مع ويكي بيانات